# Ayhan Taşkın
Ayhan Taşkın (ur. 6 stycznia 1953 w Tarsusie) – turecki zapaśnik w stylu wolnym. Brązowy medalista olimpijski z Los Angeles 1984 w kategorii plus 100 kg.
Czwarty w mistrzostwach świata w 1981, szósty w 1982 i ósmy w 1989. Wicemistrz Europy w 1989. Złoty medal na igrzyskach śródziemnomorskich w 1987 i brązowy w 1975 roku.